# Gibó àgil
El gibó àgil (Hylobates agilis) o gibó de mans negres és una espècie de primat hominoïdeu de la família dels gibons (Hylobatidae). Viu al sud-est asiàtic, Sumatra i Borneo.

## Taxonomia
Es coneixen tres subespècies de Hylobates agilis:
- Hylobates agilis agilis, gibó àgil de muntanya
- Hylobates agilis unko, gibón ágil de terres baixes

Alguns científics ubiquen al gibó àgil de Borneo com a espècie a part denominada Hylobates albibarbis.